# Ministère du Service pénitentiaire
Le ministère du Service pénitentiaire (Ministerio del Poder Popular para el Servicio Penitenciario, en espagnol, littéralement, « ministère du Pouvoir populaire pour le Service pénitentiaire ») est un ministère du gouvernement du Venezuela, créé le 26 juillet 2011.

## Liste des ministres du Service pénitentiaire
| Image | Nom                             | Parti | Début            | Fin              |
| ----- | ------------------------------- | ----- | ---------------- | ---------------- |
|       | Julio García Zerpa              |       | 2025             |                  |
|       | Julio García Zerpa              |       | 2024             | 2025             |
|       | Celsa Sirley Bautista Ontiveros |       | 2023             | 2024             |
|       | Mirelis Contreras               |       | 4 septembre 2020 | 2023             |
|       | Iris Varela                     |       | 4 juin 2018      | 4 septembre 2020 |
|       | Mirelis Contreras               |       | 15 juin 2017     | 3 juin 2018      |
|       | Iris Varela                     |       | 26 juillet 2011  | 16 juin 2017     |